# Mitreden über Europa
Mitreden über Europa ist eine deutschlandweite Veranstaltungsreihe des Europäischen Parlaments. Dabei können Bürger EU-Parlamentarier befragen und über regionale, nationale und europäische Themen diskutieren. Zusätzlich stellen Institutionen und Organisationen aus der Region Europaprojekte vor.

## Veranstaltungskonzept
„Mitreden über Europa“ wurde 1996 vom Informationsbüro des Europäischen Parlaments und der Vertretung der Europäischen Kommission in Deutschland entworfen. Im Jahr 2006 startete eine vierjährige neue Staffel. Die Veranstaltungsreihe wurde danach fortgesetzt und schließlich startete im Jahr 2012 eine weitere vierjährige Staffel. „Mitreden über Europa“ ist ein Kommunikationsinstrument, das die ihnen ferne Europapolitik zu den Bürgern bringen soll.
In den Jahren 2006 und 2007 nahmen im Durchschnitt über 300 Bürger an den Veranstaltungen teil. Alle Bevölkerungsschichten werden eingeladen. Für Schüler- und Studentengruppen bestehen weitere Möglichkeiten vor oder nach der Diskussion, etwa Interviews mit den Abgeordneten. Das Podium besteht in der Regel aus den regional zuständigen EU-Abgeordneten, einem Vertreter der Europäischen Kommission und einem prominenten Landesvertreter. Moderiert und geleitet wird das Bürgerforum von einem regionalen Journalisten. Veranstaltungsorte sind öffentliche Einrichtungen wie Landtage, Rathäuser oder Universitäten. Der Ablauf ist immer gleich: Der Moderator stellt jedem Podiumsgast eine Frage, die auf sein Aufgabenbereich oder aktuelle Themen zielt. Anschließend beginnt die Diskussion im Forum, die gut eine Stunde dauert. Es wird versucht, von Korreferaten und parteipolitischen Ausschweifungen abzusehen.

## Themen
Die meist aktuellen und regionalen Themen ergeben sich aus den Interessen der Anwesenden. Beispiele aus vergangenen Foren:
- Verhältnis Europäische Union – USA
- Reformvertrag von Lissabon
- geografische und integratorische Grenzen der Europäischen Union
- Europa als Raum der Freiheit, der Sicherheit und des Rechts
- europäisches Wirtschafts- und Sozialmodell im globalen Wettbewerb
- Europas Rolle im Klimaschutz
- EU-Agrarpolitik
- Europa als Kultur- und Bildungsraum und Wertegemeinschaft
- Gesundheit und Verbraucherschutz

### Mitreden 2014
Besondere Schwerpunkte der Bürgerforen „Mitreden über Europa“ 2014 bildeten das Transatlantische Freihandelsabkommen zwischen der EU und den Vereinigten Staaten, die kritische Lage in der Ukraine sowie die Europawahl im Mai 2014. 
Bis April 2014 fanden Veranstaltungen in Münster (30. Januar), Braunschweig (14. Februar), Nürnberg (14. Februar) und Cottbus (21. März) statt.

### Mitreden 2013
Als Schwerpunkte für die Bürgerforen „Mitreden über Europa“ werden 2013 zunächst die Themen aus dem Vorjahr fortgeführt, da sie dem Interesse der Bürger entsprechen. Ferner werden immer wieder Aspekte grenzübergreifender Bildung sowie soziale Gerechtigkeit in Europa aufgegriffen. 
2013 fanden Veranstaltungen in Kiel (31. Januar), Ludwigshafen am Rhein (12. April), Dortmund (21. Juni) und Frankfurt am Main (27. Juni), Heilbronn (10. Oktober) und Passau (28. November) statt.

### Mitreden 2012
Schwerpunkt der Foren im Jahr 2012 waren die Finanzkrise, die wirtschaftliche Lage in Europa und die Neuregulierung der Finanzmärkte sowie Klimaschutz und nachhaltige Energieversorgung.
Die Veranstaltungen fanden in Heidelberg, Bremen, Potsdam, Rostock und Bayreuth statt.

### Mitreden 2008: Reform der Europäischen Union vor der Europawahl 2009
Schwerpunkt der Foren im Jahr 2008 waren der Vertrag von Lissabon, Energie- und Klimawandel sowie die Europawahl 2009 einschließlich der lokalen und regionalen Auswirkungen.
2008 fanden Veranstaltungen in Berlin, Bielefeld, Braunschweig, Cottbus, Erfurt, Karlsruhe, Nürnberg, Regensburg, Saarbrücken, Schwerin statt.

### Mitreden 2007: Deutscher Ratsvorsitz und 50 Jahre Römische Verträge
2007 standen die Veranstaltungen im Zeichen des deutschen Vorsitzes der Europäischen Union und des 50. Jahrestages der Unterzeichnung der Römischen Verträge. Beide Anlässe warfen Fragen und aktuelle Themen auf, die bei den Bürgerforen „Mitreden über Europa“ diskutiert wurden. 
2007 fanden Bürgerforen „Mitreden über Europa“ in Aachen, Bremen, Dresden, Essen, Kassel, Magdeburg, Mainz, Ulm, Würzburg statt.

### Mitreden 2006: Debatte zur Zukunft Europas
2006 waren die gescheiterten Referenden über den EU-Verfassungsvertrag besonders Thema der Veranstaltungen. Sie wurden Teil einer europaweiten Debatte über die politische Krise der EU.
Die Europäische Kommission und das Europäische Parlament verpflichteten sich, einen aktiven Beitrag zur Förderung einer weitreichenden Europadebatte zu leisten. Die Europäische Kommission erhob in ihrem „Plan D“ (Demokratie, Debatte und Dialog) Zuhören, Erklären und lokales Handeln zur obersten Priorität. Das Europäische Parlament organisierte in allen Mitgliedstaaten regionale Diskussionsforen, bei denen die Bürger mit Europaabgeordneten ihre Erwartungen an Europa diskutieren können.
Im Jahr 2006 fanden die Bürgerforen „Mitreden über Europa“ in Saarbrücken, Hamburg, Köln, Heidelberg, Frankfurt am Main, Leipzig, Hannover, Koblenz, München, Potsdam statt.